# Antsalova jeannelianum
Antsalova jeannelianum är en fjärilsart som beskrevs av Pierre E.L. Viette 1954. Antsalova jeannelianum ingår i släktet Antsalova och familjen tandspinnare. Inga underarter finns listade i Catalogue of Life.